# Ephraïm Tchizik
Ephraïm Tchizik (אפרים צ'יזיק) est issu d'une famille d'agriculteurs sionistes.
Il naît en Ukraine en 1899 et émigre avec ses parents en Terre d'Israël en 1907. Il suit ses études à l'institut pédagogique de Ben-Shemen, fondé par Israël Belkind. Tchizik grandit à Kinéret et Ménahamia. Il participe à la défense du quartier juif de Jaffa et de Tel-Aviv en mai 1921. Lors des émeutes sanglantes d'août 1929, il tient tête avec quelques résistants à la foule arabe.
Ephraïm Tchizik meurt atteint d'une balle. Il est enterré au kibboutz Houlda. Sa pierre tombale est surmontée d'une statue commémorative réalisée par l'artiste Batya Lishinski.